# Lubna Olayan
Lubna Suliman al-Olayan (in arabo لبنى سلیمان العليان‎?; Arabia Saudita, 4 agosto 1955) è un'imprenditrice e banchiere saudita, figlia ed ereditiera dell'uomo d'affari miliardario Sulaiman Olayan e dal giugno 2019 presidente della Saudi British Bank (SABB). È stata riconfermata nel 2020 per un mandato di tre anni dopo la fusione tra SABB e Alawwal Bank. È la prima donna saudita a dirigere una banca.

## Biografia
Figlia di Sulaiman Olayan e di sua moglie Maryam, ha un fratello, Khaled, e due sorelle, Hayat  e Hutham.

## Vita privata
È sposata con John Xefos, un avvocato internazionale degli Stati Uniti, e hanno tre figlie che risiedono tutte a Riyadh, in Arabia Saudita.